# Le Lieu unique
Le Lieu unique és un centre de cultura contemporània categoritzat com a scène nacional pel govern francès, inaugurat a Nantes l'any 2000, que fa servir les instal·lacions de l'antiga fàbrica de galetes LU, les inicials de la qual també són les del centre.

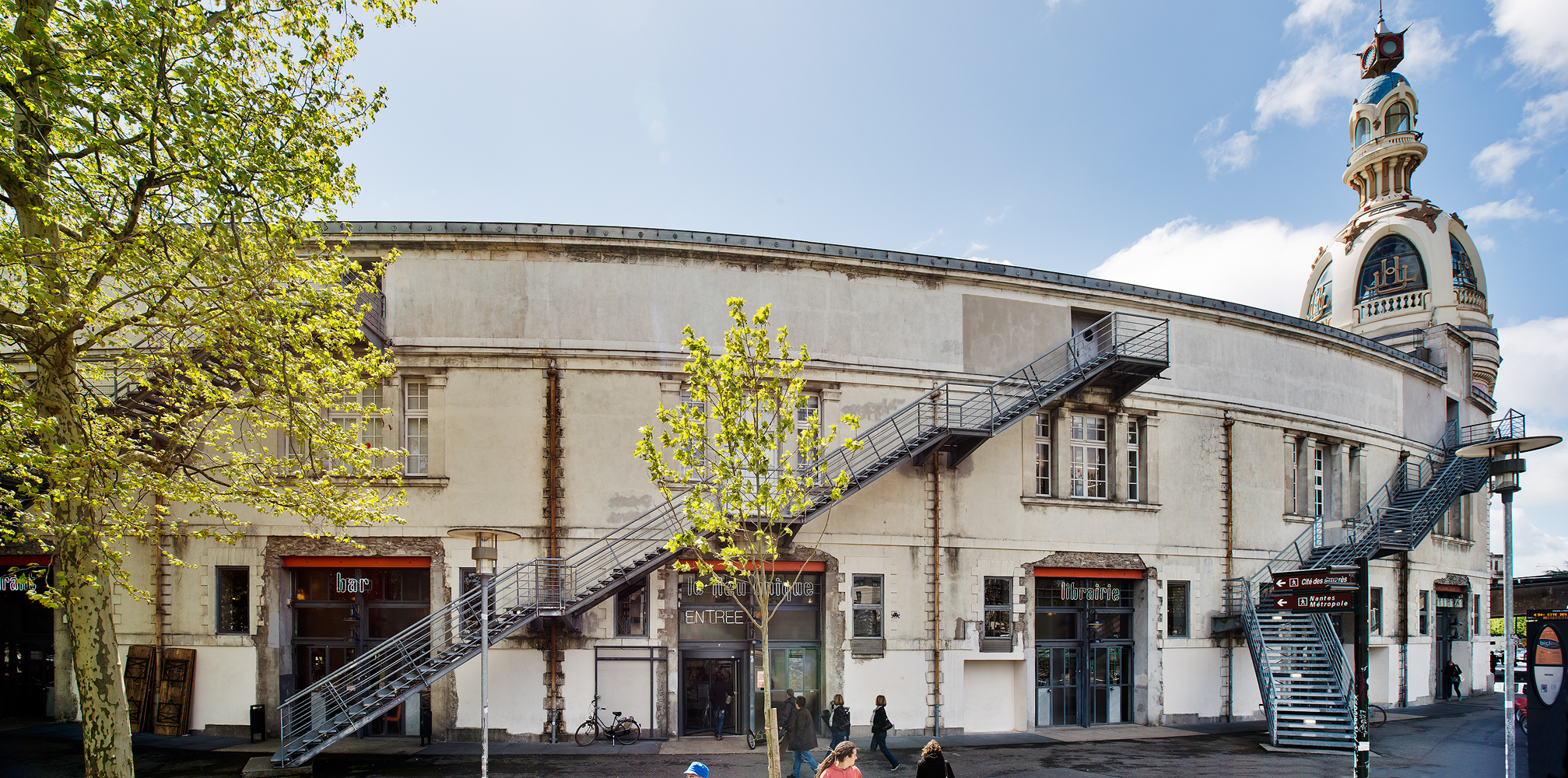
Entrada al Lloc Únic, Quai Ferdinand-Favre.

Le Lieu unique està ubicat al districte de Champ-de-Mars, a la vora del canal de Sant Fèlix, a l'extrem oriental del que antigament va ser l'Île Gloriette.
Es troba molt a prop del Castell dels Ducs de Bretanya, de la catedral, del centre de congressos de Nantes i de l'estació de la SNCF. Els edificis originals, obra de l'arquitecte Auguste Bluysen, van ser rehabilitats per l'arquitecte Patrick Bouchain després de la clausura de la fàbrica. Catalogats com a "escena nacional" pel govern francès, l'equipament ofereix espectacles, concerts, esdeveniments, exposicions, conferències... a més d'un espai de restauració, una llibreria, una guarderia i un hammam (bany turc).
Entre 2000 i 2010 el seu director fou Jean Blaise. Entre 2011 i 2020 Patrick Gyger. La seva actual directora des d'abril de 2021 és Eli Commins.